# ライモンド・ディンゼオ
ライモンド・ディンゼオ（Raimondo D'Inzeo、1925年2月8日 - 2013年11月15日）は、イタリアの馬術競技（障害飛越）選手。
1948年ロンドンオリンピックから1976年モントリオールオリンピックまで、夏季五輪での8大会連続出場を果たし、計6個（金1、銀2、銅3）のメダルを獲得した。
2歳上の兄で、イタリア陸軍乗馬学校校長も務めたピエーロ・ディンゼオも障害飛越の選手であり、同じ五輪8大会に出場してしのぎを削った。